# Wolchulsan

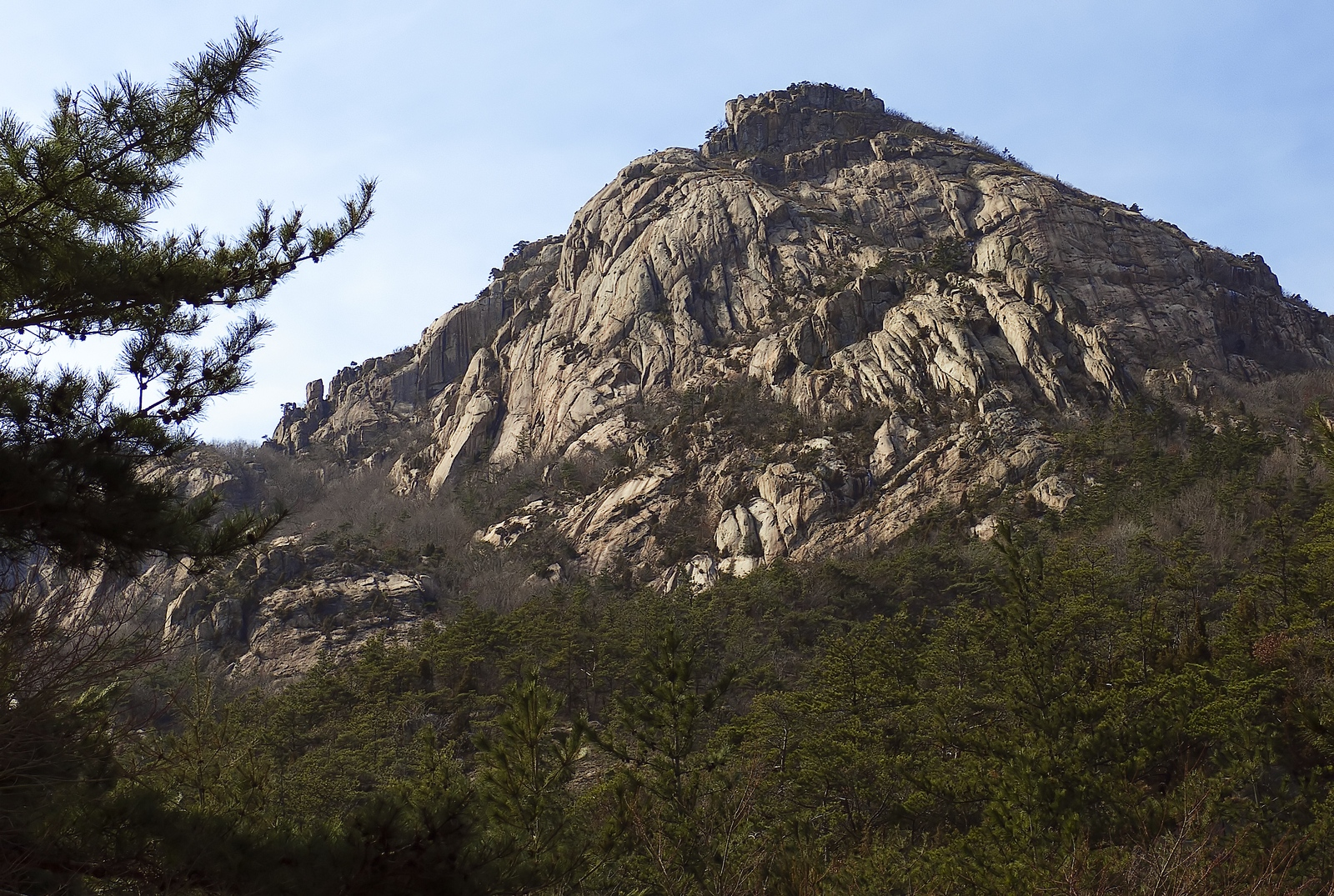
Zdjęcie z widokiem na górę

Wolchulsan (월출산) – góry w prowincji Jeolla Południowa w Korei Południowej, obejmują powiaty Gangjin i Yeongam. Najwyższy szczyt, Cheonhwangbong, wznosi się na 808,7 m n.p.m. i tym samym jest najwyżej położonym punktem w powiecie Gangjin.
Jest częścią narodowego parku o tej samej nazwie. Park Narodowy Wolchulsan jest najmniejszym parkiem narodowym Korei Południowej, z obszarem z 41,0 km². Charakterystycznym obiektem jest "Cloud Bridge" (구름다리), niewielki most wiszący, który łączy dwa szczyty.